# Semiotinus banghaasi
Semiotinus banghaasi là một loài bọ cánh cứng trong họ Elateridae. Loài này được Pjatakowa miêu tả khoa học năm 1941.